# (175113) 2004 PF115
(175113) 2004 PF115 — великий об'єкт пояса Койпера, мала планета. Відкритий 7 серпня 2004 року американськими астрономами Майклом Брауном, Чедвіком Трухільо і Девідом Рабіновіцем у Паломарській обсерваторії. 22 січня 2008 року об'єкт був включений в каталог малих планет під номером 175 113.

## Фізичні характеристики
За даними, отриманим за допомогою  космічної обсерваторії Гершель, діаметр (175113) 2004 PF115 становить 406,3 +97,6
−75,3 км.